# Martin Vlk
Martin Vlk (ur. 9 lipca 1984) – słowacki siatkarz, grający na pozycji libero. 
Jego ojciec Jaroslav jest trenerem siatkarskim. Jego żoną jest siatkarka Małgorzata Lech.

## Sukcesy klubowe
I liga polska:
- 2006

Mistrzostwo Słowacji:
- 2017
- 2015

MEVZA - Liga Środkowoeuropejska:
- 2017